# 1404
Évszázadok: 14. század – 15. század – 16. század
Évtizedek: 1350-es évek – 1360-as évek – 1370-es évek – 1380-as évek – 1390-es évek – 1400-as évek – 1410-es évek – 1420-as évek – 1430-as évek – 1440-es évek – 1450-es évek
Évek: 1399 – 1400 – 1401 – 1402 –  1403 – 1404 – 1405 – 1406 – 1407 – 1408 – 1409

## Események

### Határozott dátumú események
- április 28. – I. János burgundi herceg trónra lépése. (II. Fülöp fia 1419-ig uralkodik.)
- június 14. – A walesi Owain Glyndwr a franciákkal szövetségben visszaszerzi az ellenőrzést Wales felett és walesi herceggé nyilvánítja magát, majd összehívja a parlamentet.
- június 20. – Zsigmond magyar király vámmentességet biztosít a kolozsvári kereskedőknek.[1]
- augusztus 16. – XII. Gergely pápa piacenzai püspökké nevezte ki Branda da Castiglionet.[2]
- november 11. – VII. Ince követi IX. Bonifácot a pápai trónon.[3]

### Határozatlan dátumú események
- augusztus – Zsigmond törvényben rendelkezik a jobbágyok szabad költözködéséről és a mérték és súlyrendszer egységesítéséről.
- az év folyamán – 
  - A Torinói Egyetem alapítása.
  - Luxemburgi Zsigmond kiadja a placetum regiumot, mely szerint minden pápai oklevelet kihirdetés előtt a királynak kell bemutatni. Az egyházi javadalmak betöltésének és a javadalmasok megerősítésének joga a királyra száll.

## Születések
- február 18. – Leon Battista Alberti, itáliai építőmester († 1472)
- II. Murád, később az Oszmán Birodalom szultánja († 1451)

## Halálozások
- április 27. – II. Fülöp burgundi herceg (* 1342)
- szeptember 14. – IV. Albert osztrák herceg (* 1377)
- október 1. – IX. Bonifác pápa (* 1350 k.)[4]